# The Blind Leading the Naked
The Blind Leading the Naked je třetí studiové album americké rockové skupiny Violent Femmes. Vydala jej společnost Slash Records v roce 1986. Producentem nahrávky byl Jerry Harrison ze skupiny Talking Heads, který na desce zároveň obsluhuje několik nástrojů. Kromě členů kapely se na desce podíleli i další hosté, včetně Steva Mackaye a Freda Frithe. Autorem obalu alba je wisconsinský malíř Dennis Nechvatal. Album bylo nahráno od července do září 1985 v Milwaukee ve Wisconsinu. Název alba, tedy v překladu „slepý vede nahého“, je odkazem na idiom „slepý vede slepého“ (the blind leading the blind). Deska se umístila na 84. příčce hitparády Billboard 200. Obsahuje celkem dvanáct autorských písní a jednu coververzi od anglické kapely T. Rex.

## Seznam skladeb
Autorem písní je Gordon Gano, pokud není uvedeno jinak.
1. Old Mother Reagan – 0:31
2. No Killing – 5:13
3. Faith – 4:14
4. Breakin' Hearts – 2:15
5. Special – 2:18
6. Love & Me Make Three (Brian Ritchie, Victor DeLorenzo) – 2:53
7. Candlelight Song – 3:11
8. I Held Her in My Arms – 2:52
9. Children of the Revolution (Marc Bolan) – 4:19
10. Good Friend – 3:28
11. Heartache – 2:02
12. Cold Canyon – 3:22
13. Two People – 0:58

## Obsazení

### Violent Femmes
- Gordon Gano – zpěv, kytara
- Brian Ritchie – baskytara, kytara, zpěv, harmonika, píšťalka
- Victor DeLorenzo – bicí, perkuse, zpěv

### Ostatní hudebníci
- Jerry Harrison – klávesy, kytara, melodika
- Fred Frith – kytara, další nástroje
- Leo Kottke – kytara
- Sigmund Snopek III – klávesy
- Peter Balestrieri – altsaxofon
- Steve Mackay – saxofon
- Steve Scales – perkuse
- Abdulhamid Alwan – tabla, daf
- Junior Brantley – klávesy
- Jim Liban – harmonika
- Bill Schaefgen – pozoun
- Drake Scott – vokalizace